# Editora Abril
A Editora Abril é uma editora brasileira, sediada na cidade de São Paulo, parte integrante do Grupo Abril. A empresa atualmente publica 18 títulos, com circulação de 188,5 milhões de exemplares, em um universo de quase 28 milhões de leitores e 4,1 milhões de assinaturas, sendo a maior do segmento na América Latina.
Veja é hoje a maior revista do Brasil, com uma circulação de mais de 900.000 exemplares nas versões físicas e digitais em 2018.

## História

### Fundação

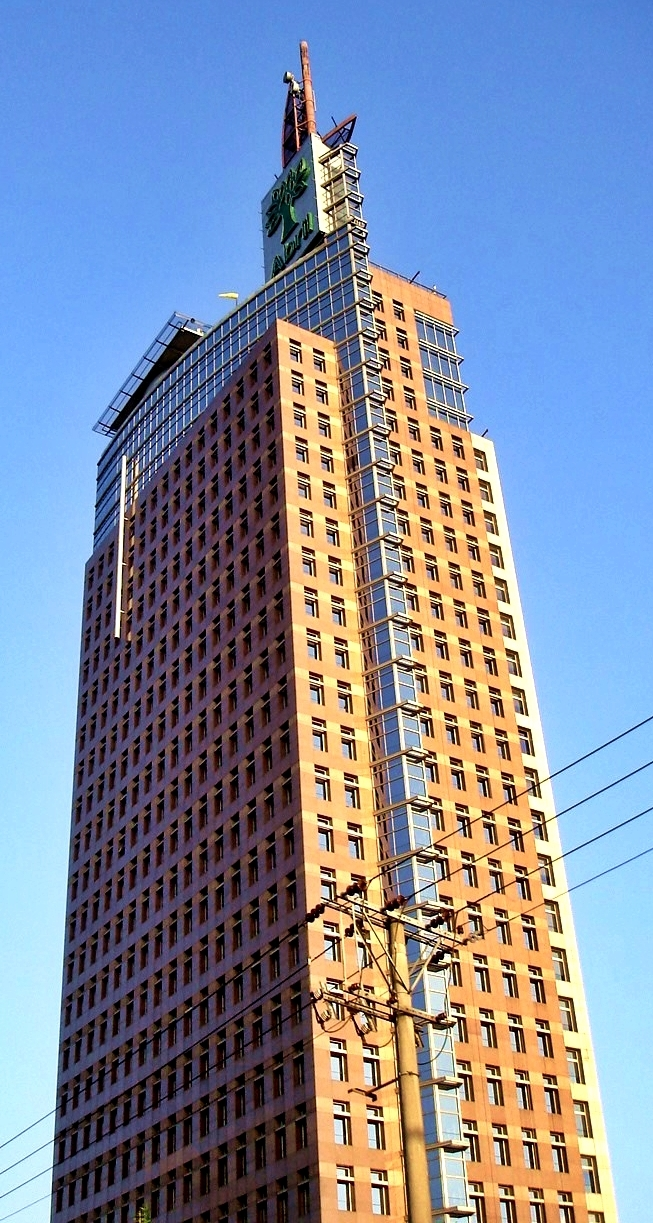
Birmann 21, o edifício sede da editora entre 1997 e 2018.

Entre 1936 e 1938, o italkim César Civita trabalhou como gerente geral na Arnoldo Mondadori Editore da Itália, editora que publicava histórias em quadrinhos da Disney. Civita nasceu em Milão, em 1938. Com o avanço do fascismo, Civita resolve se mudar com a esposa e os três filhos para Nova York em 1941. Em seguida, foi para Buenos Aires, Argentina, onde fundou a Editorial Abril. A editora publica vários títulos de história em quadrinhos de autores como Hugo Pratt, Mario Faustinelli, Alberto Ongaro, Ivo Pavone, Héctor Oesterheld, Alberto Breccia, Dino Battaglia, e Paul Campani, além dos quadrinhos da Disney..
Em 1946, o jornalista Adolfo Aizen, dono da editora brasileira "Grandes Consórcios de Suplementos Nacionais", funda uma nova editora a Editora Brasil-América Ltda (mais conhecida com EBAL), e estabelece uma parceira com Civita para publicar personagens Disney na revista Seleções Coloridas, foi impressa na Argentina - já que além de possuir a licença dos personagens, a editora de Civita possuía uma moderna impressora colorida. No ano seguinte, a editora de Aizen publicaria a revista "O Heroi" (sem acento) por conta própria.
Durante as férias de 1949, Cesar se reencontrou com o irmão Victor na Itália. Preocupado com como o Peronismo poderia prejudicar seu bem-sucedido negócio, Cesar propôs a Victor um novo empreendimento no Brasil. Victor visitou o Editorial Abril na Argentina, e em seguida foi para o Rio de Janeiro e São Paulo, decidindo se mudar para a segunda, enviando uma carta para a esposa e os filhos pedindo para vender tudo e vir para o Brasil.[carece de fontes?] Em maio de 1950, Victor fundou a Editora Primavera. Seu primeiro título é a revista Raio Vermelho, uma revista em quadrinhos com títulos de origem italiana, que não faz muito sucesso.
Em julho, rebatiza sua corporação como Editora Abril. Sua primeira publicação foi a revista em quadrinhos O Pato Donald. Anos depois, esse começo inspirou Civita a parafrasear uma frase de Walt Disney - "Espero que nunca percamos a vista de uma coisa - tudo começou com um rato." - e declarar que "Tudo começou com um pato". A empreitada foi financiada com US$ 500 mil, conseguidas por meio de empréstimos e dois sócios, o grupo Smith de Vasconcelos, e o mineiro filho de italianos Giordano Rossi, que seria seu parceiro nas primeiras décadas da Abril.

### Consolidação
Em 1951, a Abril abriu sua primeira gráfica, e em seus primeiros anos, a editora diversificou seu conteúdo e se posicionou como um das mais importantes do país. Em 1952, a Abril lançou a feminina Capricho, que em seu formato inicial, publicava fotonovelas importadas da Itália – apenas em 1981, a editora passou a tratar de temas voltados para adolescentes. No fim da década, a aposta da Editora foi no mundo da moda, com o lançamento do título Manequim, com fotografias fornecidas por agências estrangeiras. Em 1958, Victor convidou seu filho Roberto, então residindo em Tóquio como subchefe da sucursal local da Time, para voltar para o Brasil e trabalhar na Abril. Roberto eventualmente aceitou desde que pudesse criar três revistas, uma financeira nos moldes da Fortune (Exame, criada em 1967), uma semanal informativa nos moldes da Time (Veja, 1968, depois de uma similar  mensal em 1965, a Realidade), e uma versão brasileira da Playboy (criada em 1975 com o nome Revista do Homem, recebendo permissão para rebatismo como Playboy três anos depois).
Mas foi na década de 1960 que a empresa fez uma revolução no mercado editorial, ao lançar fascículos semanais. A Editora Abril trouxe para as bancas, dividido em capítulos, assuntos que antes se restringiam em livrarias e bibliotecas. As coleções variavam desde enciclopédias e personalidades da história, até livros e discos temáticos. Neste mesmo período a Abril diversificou seu conteúdo, lançando e fortalecendo suas publicações voltadas para os públicos infantil, feminino, turismo, automóveis e esportes.
No início da década, a Abril lançou a revista em quadrinhos Zé Carioca, a primeira com conteúdo totalmente produzido pela Abril e, posteriormente, exportado para outros países. Na mesma época chegou às bancas Claudia, com conteúdo de comportamento feminino e Quatro Rodas, com informações sobre turismo e automóveis.
No fim dos anos 1960, outros três lançamentos marcaram a transformação da editora como a mais importante do continente sul-americano. Em 1968, surgiu a semanal Veja, que hoje é maior revista semanal de notícias do Brasil e a terceira mais vendida no mundo. No ano seguinte foi lançada a revista infantil Recreio e, em 1970, Placar, a mais importante publicação esportiva dos últimos 40 anos.
Expandindo os segmentos, a Abril passa a publicar revistas masculinas (Playboy, Vip e Men's Health) e amplia suas publicações voltadas para o público feminino, com Estilo (versão brasileira da americana InStyle), Nova (versão brasileira da americana Cosmopolitan) e Elle (versão brasileira da revista francesa homônima). Nos anos 80, a Abril se consolidou como a líder do mercado e investiu em publicações técnicas e voltadas para ciência e tecnologia. A primeira, em 1981, foi Ciência Ilustrada; em 1983, chega às bancas, o Guia do Estudante; e em 1987, são lançadas a Info e a Superinteressante, até hoje "a líder no segmento"[carece de fontes?]. Para conseguir um espaço em nichos específicos, a Abril se associou o filho de Giordano, Ângelo Rossi, para criar em 1986, a Editora Azul, com revistas segmentadas como Contigo!, Boa Forma, Viagem e Turismo, Saúde, AnaMaria, Terra, Set e Bizz. Alguns dos títulos foram absorvidos pela Abril em 1997, quando Rossi vendeu sua parte em troca de trazer certas revistas para sua nova editora, a Peixes.
Em 2010, foi criada a Abril Mídia, um dos pilares do Grupo Abril, que reúne diversas plataformas de comunicação do grupo. Ela é composta pela Editora Abril, Abril Mídia Digital, MTV, Alpha Base e Elemídia. No ano seguinte a Abril investiu em uma entrada no mercado do livro digital com o Iba, um site com livros, jornais e revistas digitais para leitura em tablet, smartphone ou computador. 50 editoras oferecem produtos no site, que incluem 20 publicações da Abril.

### Crise
Em 2013, a editora passou por uma reestruturação, que cortou de dez para cinco o número de unidades de negócios, podendo vir a extinguir diversas revistas. Nos dois anos seguintes, a Editora Caras adquiriu diversos títulos da Abril, como Placar e Você S/A; Exame Info e Capricho passaram a ter apenas versões digitais; e vários outros títulos foram extintos, tanto por queda de circulação como custos com royalties no caso das licenciadas Playboy, Men's Health e Women's Health.
Em 7 de dezembro de 2015, a editora anunciou que as revistas Nova Escola e Gestão Escolar, sem fins lucrativos, em acordo foram transferidas para a Fundação Lemann que passou a ser responsável por sua produção. O acordo entrou em vigor em 2016.
Após Walter Longo assumir a presidência do Grupo Abril, Giancarlo Civita passou a dedicar-se exclusivamente à presidência da holding Abrilpar.
Em 10 de outubro de 2016, a Editora Abril anunciou que reassumirá os títulos transferidos à Editora Caras nos últimos dois anos, como Arquitetura e Construção, Minha Casa, Placar, Você RH e Você S/A. As duas primeiras integrarão a unidade de revistas femininas, dirigida por Paula Mageste, enquanto Você RH e Você S/A voltarão a fazer parte da redação da Exame, dirigida por André Lahóz. Já a Placar integra a unidade de estilo de vida, sob o comando de Sergio Gwercman.
Em junho de 2018, a editora deixa o edifício Birmann 21, passando para um prédio menor no bairro paulistano do Morumbi. 
No mês seguinte, ela deixa de publicar histórias em quadrinhos Disney, após 68 anos. No mesmo mês, a família Civita deixou o comando do Grupo Abril. Em agosto, o Grupo pede recuperação judicial, tendo contraído uma dívida de 1,6 bilhão de reais. Em agosto, a editora fechou títulos e fez demissões. Foram mais de 50 jornalistas demitidos e grandes títulos encerrados como: Arquitetura e Construção, Boa Forma, Casa Claudia, Cosmopolitan Nova, Elle e Minha Casa. Em dezembro, o empresário Fábio Carvalho comprou 100% das ações da empresa, por meio do grupo Legion Holdings.

### Fim da recuperação judicial
Em fevereiro de 2022, chegou ao fim o processo de recuperação judicial da empresa, com redução da dívida de R$ 1,6 bilhão para R$ 97,8 milhões.

## Publicações

### Sites
- Capricho
- M de Mulher
- Viagem e Turismo
- Bebe.com

### Revistas
- Boa Forma
- Claudia
- Guia do Estudante
- Placar
- Quatro Rodas
- Superinteressante
- Veja
- Veja São Paulo
- Veja Saúde
- Você RH
- Você S/A